# Валтер Турнхер
Валтер Турнхер (на немски: Walter Thurnherr) е швейцарски политик, бивш канцлер на Швейцария от 1 януари 2016 до 31 декември 2023 г.

## Биография
Роден е на 11 юли 1963 г. в гр. Мури, Швейцария. Завършил е швейцарското висше техническо училище. Член е на управляващата Християндемократическа народна партия.